# Fire and Ice: Cronica Dragonilor
Foc și Gheață: Cronica Dragonilor (în engleză Fire & Ice: The Dragon Chronicles) este un film fantastic de televiziune româno-american din 2008, regizat de francezul Jean-Christophe Comar (Pitof). El a fost produs de MediaPro Pictures în colaborare cu Sci-Fi Channel. Filmările au fost realizate integral în România, ca și efectele speciale și CGI-ul.
Filmul pleacă de la premisele unui basm clasic: prosperul regat Carpia este atacat de un dragon de foc care pârjolește totul în calea sa, dar este salvat de un tânăr cavaler împreună cu curajoasa fiică a regelui.

## Rezumat
Liniștitul și prosperul regat al Carpiei, condus cu înțelepciune de regele Augustin (Arnold Vosloo) și de regina Remini (Oana Pellea), trece printr-o perioadă cumplită. Un dragon de foc amenință regatul, transformând satele și orașele în ruine și semănând frică și moarte printre locuitori. Oștenii regatului conduși de sfetnicul Paxian Ru (Răzvan Vasilescu) nu reușesc să-l ucidă, ci doar să-l alunge temporar, dar dragonul a început să revină odată la câteva săptămâni, regatul fiind aproape distrus după trei luni. Regele Augustin este neputincios în fața puterii fiarei și nu știe ce să mai facă pentru a salva regatul de atacurile dragonului de foc. Sfetnicul Paxian încearcă să-l convingă să accepte oferta crudului rege Quilok al II-lea (Ovidiu Niculescu) din regatul învecinat de a-i prelua sub autoritatea lui pe locuitorii din Carpia, ceea ce ar fi însemnat dispariția regatului Carpia.
Regele Augustin ia în calcul posibilitatea de a apela la cavalerul Alador, singurul care a ucis vreodată un dragon. În timpul domniei regelui Quilok I el a ucis un dragon de gheață care amenința regatul vecin, dar succesorul la tron, Quilok al II-lea, l-a alungat din regat pe motiv de trădare și i-a retras titlul de cavaler. De atunci, Alador trăia în Pădurea Izma, un loc straniu și periculos stăpânit de oamenii copacilor. Singurul copil al regelui Augustin și al reginei Remini este prințesa Luisa (Amy Acker), o fată cu o fire aventuroasă tolerată de către indulgentul său tată în pofida îngrijorării mamei sale. Pentru a-și salva supușii de teroare, prințesa fuge din castelul părinților ei în căutarea ucigașului de dragoni. 
În pădurea Izma, Luisa îl întâlnește pe Sangimel (John Rhys-Davies), un inventator genial care o salvează de oamenii copacilor. El este prieten cu Gabriel (Tom Wisdom), fiul vânătorului de dragoni. Alodor murise între timp, dar își transmisese cunoștințele fiului său. Sangimel și Luisa îl conving pe Gabriel să vină în Carpia și să vorbească cu regele. Inițial sceptic în privința ajutorului pe care-l putea oferi Gabriel, monarhul acceptă după ce tânărul reușește să alunge dragonul cu ajutorul unei arme inventate de Sangimel. Gabriel le spune că Quilok ține ascuns în turnul castelului său un dracone (un oul de dragon) care provenea de la dragonul de gheață ucis de Alador, ceea ce face ca regatul său să fie protejat. Tânărul susține că numai un dragon poate ucide un alt dragon. 
Pentru a proteja regatul și a-i dovedi tatălui ei că poate fi demnă de a-i succeda la tron, Luisa i se alătură lui Gabriel și Sangimel. În timp ce Gabriel pătrunde în castelul lui Quilok și fură dracone-ul, Sangimel se duce în vârful muntelui unde eliberează dragonul de gheață, singurul care poate înfrunta monstrul ce le distruge regatul. În această perioadă Paxian o prinde pe Luisa, dezvăluind că el a fost cel care a trezit dragonul de foc pentru ca regele Quilok să subjuge Carpia. Luisa este salvată de Gabriel din mâinile oștenilor lui Paxian. Tânărul pune oul pe foc, iar dragonul de gheață, simțind că unul din specia lui este în pericol, vine în Pădurea Izma. Cei doi dragoni se simt unul pe celălalt și între ei începe o luptă pe viață și pe moarte. Sangimel crede că dragonul de gheață este mai puternic decât cel de foc. 
Între timp, regele Quilok îl trimite pe cavalerul Pontiero (Cabral Ibacka) să recupereze dracone-ul. Cei trei sunt ajunși din urmă de oștenii lui Quilok, iar Sangimel este rănit grav și moare. Aflând că Paxian este un trădător, regele Augustin se duce să-l caute și să-l ucidă, dar este străpuns de sabia lui Quilok. Dragonul de gheață a învins în cele din urmă dragonul de foc, punând acum în pericol ambele regate. Cavalerul Pontiero i se alătură fiului fostului său comandant, punându-și oastea la dispoziție pentru a scăpa regatele de dragon. Gabriel atrage dragonul de gheață într-o mină de sare, îngropându-l acolo sub stânci. Aventura la care iau parte Luisa și Gabriel îi apropie, între cei doi înfiripându-se o neașteptată poveste de dragoste.
Între timp, regina Remini îl înjunghie mortal pe Quilok care încerca să o oblige să i se supună. Fugarul Paxian este ucis în pădurea Izma de oamenii copacilor. Cele două regate sunt reunite sub conducerea reginei Remini și intră într-o perioadă de reconstrucție. Gabriel este făcut cavaler de către regină, iar Pontiero se alătură oștii regatului. Viața în regatul Carpia reintră pe făgașul dorit. Regina Remini a condus regatul cu aceeași înțelepciune ca și soțul ei.

## Distribuție
- Amy Acker	- prințesa Luisa
- Tom Wisdom - Gabriel, fiul lui Alador
- John Rhys-Davies - Sangimel
- Arnold Vosloo - regele Augustin
- Oana Pellea - regina Remini
- Răzvan Vasilescu - sfetnicul Paxian Ru
- Cabral Ibacka - cavalerul Pontiero
- Ovidiu Niculescu - regele Quilok
- Loredana Groza - Lila, doica și prietena prințesei (creditată Loredana)
- Cristian Moțiu - slujitor
- Sorin Godi - oștean
- Denisa Ana Maria Roșca - fetița

## Producție
Fire and Ice: Cronica Dragonilor a fost produs în anul 2008 de MediaPro Pictures, cel mai mare studio de film din România, în colaborare cu canalul american de televiziune Sci Fi Channel. Producția a fost filmată în România timp de 24 de zile la sfârșitul anului 2007, cadrele interioare pe platourile MediaPro din Buftea, iar majoritatea cadrelor exterioare la Călugăreni. 
Filmul a fost regizat de Jean-Christophe Comar (Pitof), un specialist francez în efecte speciale care a mai regizat și filmele Vidocq (2001) și Catwoman (2004). Coscenarista Angela Mancuso a colaborat și la Battlestar Galactica. Regizorul secund al părții române a fost Mircea Hațegan. Cântecul Fire & Ice are versurile scrise de Jeremy Adelman și Loredana Groza, interpretarea fiind realizată de cântăreața română.
Regizorul Pitof consideră că filmul „este în primul rând o poveste de dragoste, una clasică dintre o prințesă și un vânător de dragoni”, dar și „o poveste modernă, în care prințesa pornește în căutarea cavalerului care o poate ajuta să salveze regatul”. El a afirmat că filmul nu poate fi încadrat într-un spațiu sau epocă, ci este plasat într-o realitate medievală. Regizorul s-a declarat norocos să lucreze cu o astfel de distribuție, afirmând că Oana Pellea „e o actriță extrem de talentată și care impune respect”, iar Ovidiu Niculescu este „un tip amuzant, iar fața lui pare desprinsă din benzile desenate”.
O parte dintre membrii echipei de filmare au venit cu familiile în România. Actrița Amy Acker a venit cu soțul și cu cei doi copii, iar Tom Wisdom și-a adus iubita și băiețelul lor în vârstă de doar 10 luni. Coscenarista Angela Mancuso a lucrat la acest film împreună cu soțul ei, Michele Greco, care a fost unul dintre producători.
Actrița Oana Pellea (interpreta reginei Remini) a participat la filmări timp de șapte zile. Ea a afirmat că i-a plăcut foarte mult rolul „pentru că iese din tipicul basmelor”, prin faptul că regina este cea care ucide personajul negativ. Interpretarea rolului în limba engleză i-a creat unele dificultăți, actrița exersând mult pronunția pentru ca scena să iasă bine de prima dată.
Acest film a marcat câteva premiere: a fost primul film produs de o companie românească pentru piața americană și primul film ale cărui efecte vizuale au fost realizate integral în România, de către MediaPro Magic, divizia de post-producție a Studiourilor MediaPro. Efectele vizuale au fost produse de o echipă formată din 41 de persoane și coordonată de Tony Willis, ele fiind supervizate de Evan Jacobs (care a lucrat la filmele Titanic și Armageddon). Echipa a lucrat timp de 8 luni pentru acest film; au fost realizate 532 de shot-uri de efecte vizuale față de aproximativ 150 de shot-uri pentru o producție de acest gen. Cea mai mare muncă a fost depusă la crearea dragonilor și a luptelor, dar s-au realizat pe calculator castele, ținuturi de gheață, munți și o mină de sare.
Premiera mondiala a filmului a avut loc pe 18 octombrie 2009, pe canalul de televiziune Sci Fi Channel din Statele Unite ale Americii, în timp ce premiera în România a avut loc abia la 2 ianuarie 2009 pe postul ProTV. Producerea filmului a costat 3 milioane de dolari, ceea ce a făcut ca acest film să devină cea mai scumpă producție cinematografică românească realizată până la acel moment. Voltage Pictures a achiziționat drepturile de difuzare la nivel mondial, prezentând filmul la Festivalul de Film de la Cannes din 2008.
Splendid a lansat filmul în aprilie 2009, în Germania, cu cooperarea lui Nuclear Blast, având ca bonus pe DVD și discul Blu-ray videoclipuri muzicale ale lui Avantasia, Epica, Nightwish, Sirenia și Subway to Sally, care nu au legătură cu filmul. Din cauza videoclipurilor muzicale, DVD-urile vor fi eliberate în domeniul public numai după 16 ani și nu după 12 ani cum s-ar fi întâmplat dacă discul conținea numai filmul.

## Carte
La 23 decembrie 2008, scriitorul Stelian Țurlea a publicat cartea „Fire & Ice. Cronica dragonilor” la Editura RAO din București. Ea este o poveste fantastică care adaptează filmul „Fire & Ice”. În această carte, un dragon de foc și apoi unul de gheață amenință pe rând două țări mici aflate la margine de continent, una fiind condusă de un rege bun și înțelept, iar cealaltă de un rege rău și viclean. Un tânăr neînfricat pe nume Gabriel pornește la luptă împotriva dragonilor, fiind ajutat de un inventator iscusit pe nume Sangimel. La final, ca în orice basm, binele învinge răul.

## Recepție
Filmul a fost descris în principal ca mediocru, această opinie datorându-se în principal acțiunii destul de simple, pline de clișee și previzibile. Criticii au considerat că producția se încadrează în stilul filmelor produse de regizorul cunoscut prin pseudonimul Pitof, fiind alături de Catwoman una dintre cele mai slabe creații ale sale.